# Жилле, Жан-Франсуа
Жан-Франсуа́ Жилле́ (фр. Jean-François Gillet; род. 31 мая 1979[…], Льеж, Валлония) — бельгийский футболист, вратарь; тренер.

## Биография
Жан-Франсуа Жилле переехал в Италию в 1999 году, присоединившись к клубу серии B «Монца». С 2000 по 2011 год выступал за «Бари», но один сезон 2003/04 провёл в аренде в «Тревизо».
В 2011 году перешёл в «Болонью».
В сборной дебютировал в 2009 году в возрасте 30 лет.
16 июля 2013 года дисквалифицирован на 3 года и 7 месяцев за участие в мае 2008 года в договорном матче «Бари» — «Тревизо».
4 октября 2015 года отразил три пенальти в матче «Андерлехт» — «Мехелен» (1:1).

### Международная карьера
В 2009 году дебютировал в составе национальной сборной Бельгии. Провёл в форме главной команды страны 9 матчей, пропустив 11 голов.